# Francisco Antônio de Almeida Júnior
Francisco Antônio de Almeida Júnior (Rio de Janeiro, 4 de maio de 1851 — 12 de setembro de 1928) foi um astrônomo, engenheiro e professor universitário brasileiro durante o Segundo Reinado e a República Velha. Almeida integrou uma comissão encarregada de calcular a paralaxe solar durante o trânsito de Vênus de 1874. Ainda que pouco conhecido, Almeida foi uma figura importante no desenvolvimento da cinematografia, e é o primeiro brasileiro de que se tem registro a pisar em solo japonês e publicar uma obra sobre sua estadia na China e no Japão.

## Vida

### Primeiros anos
Nasceu no Rio de Janeiro em 4 de maio de 1851 numa família proeminente de Niterói, filho primogênito do coronel, político e agiota Francisco Antônio de Almeida (1820-1889), e de Joaquina Francisca de Miranda. Ainda jovem, foi enviado à Europa para estudar, onde se formou em Engenharia em Paris. Em 1870, casou-se com Mathilde Martins (1854–1933), época em que Almeida começou a servir na cidade do Rio de Janeiro como inspetor de quarteirão do 1º distrito. No mesmo ano, ele pediu para se matricular no primeiro ano da Escola Central, cujas aulas já frequentava como ouvinte.

### Viagem de 1874
Em 1871, o Imperador D. Pedro II ofereceu ao cientista francês Emmanuel Liais a direção do Imperial Observatório do Rio de Janeiro, que aceitou o convite sob condição de que a ele fosse permitido modernizar a instituição e qualificar seus quadros. Para tanto, o Visconde de Prados, na condição de diretor interino, no ano seguinte solicitou ao Ministério da Guerra, ao qual a Escola Militar estava subordinada, que dois alunos do Observatório, Julião de Oliveira Lacaille e Francisco Antônio de Almeida, fossem enviados à França para estudar astronomia. O pedido foi deferido em junho de 1872 e o período de estudos no exterior foi definido como sendo de três anos.
Na ocasião do trânsito de Vênus de 1874, Liais sugeriu ao governo francês a inclusão de Almeida como adido em uma das diversas expedições científicas planejadas pelos franceses para observar este raro evento astronômico, com a aprovação do governo brasileiro. Almeida integrou a comissão destinada ao Japão, liderada pelo cientista Pierre Janssen.
Sua viagem teve início em 19 de agosto no porto de Marselha, na França, a bordo do paquete Ava, um navio da francesa Compagnie des Messageries Maritimes que regularmente fazia a conexão entre França e Japão. Em seu itinerário de ida, Almeida visitou locais como Nápoles, Porto Saíde, Adem, Ilha do Ceilão, Málaca, Singapura, Cochinchina (atual Vietnã), Hong Kong, Yokohama, Nagasaki e Tóquio. Em sua viagem de ida, de 48 dias de duração, Almeida parou em diferentes portos e enfrentou incólume um tufão em Hong Kong que deixou cerca de 8 mil mortos, segundo jornais ingleses da época citados em seu relato. Chegou em Yokohama em 3 de outubro e permaneceu no Japão nos três meses seguintes.
Em 8 de dezembro, Janssen enviou parte de seu contingente a Kobe como garantia caso as condições atmosféricas dificultassem a observação do fenômeno, mantendo Almeida e outros colaboradores consigo na cidade de Nagasaki. Do topo do Monte Konpira, Almeida operou o 'revólver fotográfico' de Janssen, instrumento pelo qual 47 imagens da passagem de Venus sobre o disco solar foram registradas. A obra resultante, Passage de Vénus, é tida como uma das primeiras sequências cronofotográficas da história.
Retornando do Japão, Almeida e o resto da equipe passaram alguns dias em Xangai para então a bordo do La Provence, também da Messageries Maritimes, fazer o caminho da volta por Saigon, Singapura, Ceilão, Áden, Suez, Nápoles e eventualmente Paris, depois de uma estadia de nove meses na Ásia. Na volta, aproveitou ainda para visitar a Alexandria, no Egito.
Com base no que viu e aprendeu na expedição, Almeida publicou duas obras, A Paralaxe do Sol e as Passagens de Vênus (1878) e Da França ao Japão (1879). Enquanto a primeira obra traz uma perspectiva científica sobre o trânsito de Vênus pelo disco solar, a segunda descreve não somente a experiência da missão de 1874, como também oferece um relato etnográfico e sociopolítico de regiões como o Golfo Pérsico, a Índia, a Indochina, as Filipinas, localidades no Mar da China e o Japão.

### Retorno ao Brasil

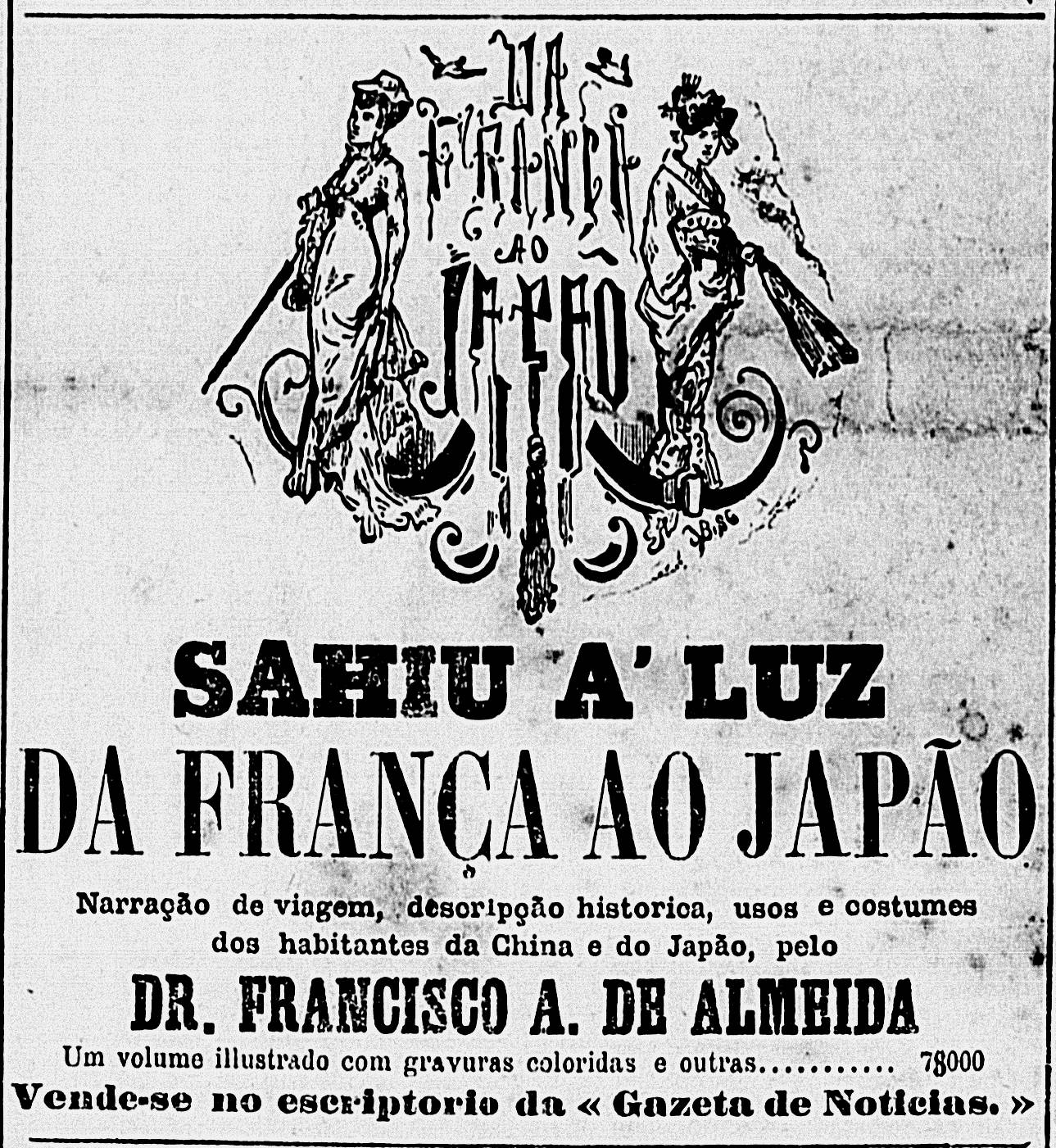
Anúncio na Gazeta de Notícias do lançamento do livro de Almeida em 1879

Após a viagem, Almeida continuou na Europa por dois anos. Em 1875, tornou-se membro da Sociedade de Geografia de Paris, onde Pierre Janssen servia como vice-presidente, e no ano seguinte formou-se doutor em ciências físicas e matemáticas, apresentando sua dissertação inicial De motibus aeris (latim para "Sobre os movimentos do Ar") na Universidade de Bonn, em parte sobre o tufão de 1874 que viu em Hong Kong. Almeida retornou ao Brasil em fevereiro de 1876. Entre 1878 e 1881, Almeida atuou como lente (professor titular) interino na segunda cadeira do segundo curso de minas da Escola Politécnica do Rio de Janeiro, a partir de sua apresentação ao então diretor da instituição, o Visconde de Rio Branco, de uma memória sobre as minas de ferro no Rio Jacupiranguinha e bases para um projeto de exploração. Em 1880 retornou à Europa, onde editou uma revista técnica de engenharia, retornando ao Brasil três anos depois.
Republicano e abolicionista, Almeida acreditava que a implantação da república no Brasil viria através da universalização da educação e da conscientização política de todo o corpo social. Ainda sobre este tema, em 1889 escreveu a obra A Federação e a Monarchia.
No início da República, foi nomeado para diversos cargos da repartição pública: diretor da 2ª seção da repartição de estatística do estado do Rio de Janeiro em março de 1890; engenheiro da Companhia Cantareira e Viação Fluminense em abril de 1890; membro do conselho da Intendência de Niterói por indicação do governador Francisco Portela de abril a julho de 1890; diretor do Diário Oficial entre julho e novembro de 1891 e delegado de polícia de Niterói.
Crítico de Floriano Peixoto, Almeida foi identificado como participante do Manifesto dos Treze Generais de 10 de abril de 1892, motivo pelo qual permaneceu preso por cem dias na Fortaleza de Villegagnon e, posteriormente, na Fortaleza de São João. Em abril do mesmo ano, Rui Barbosa impetrou um pedido de habeas corpus no Supremo Tribunal Federal para libertação do Senador Almirante Eduardo Wandenkolk e outros cidadãos (entre eles, Almeida), mas teve o seu pedido indeferido. Almeida deixou a prisão por vontade própria alguns meses depois, em 19 de julho, enquanto que a anistia aos envolvidos no Manifesto dos Treze Generais foi decretada por Peixoto somente em 5 de agosto de 1892.
Após o confinamento, viajou à França, mas regressou pouco tempo depois devido à doenças na família e disputas entre os irmãos pela herança do pai. Já em 1894, durante a Revolta da Armada, Almeida se ofereceu como civil para combater, em nome da República, os marinheiros revoltosos liderados pelo almirante Saldanha da Gama. Realizou ato semelhante em 1897, onde se apresentou, no caráter de "engenheiro ou soldado", para lutar contra Antônio Conselheiro na Guerra de Canudos.
No final de 1894, Floriano Peixoto o indicou ao cargo de cônsul no Consulado do Brasil em Montreal, e de auxiliar de uma missão consular na China, em uma de suas últimas medidas administrativas como presidente. No entanto, devido à falta da assinatura presidencial nos decretos publicados no Diário Oficial, a indicação de Almeida para o consulado não teve efeito e em dezembro foi cancelada. A missão à China, que havia sido prevista desde 1892, sofreu atrasos devido a uma epidemia de peste negra em Hong Kong e posteriormente por conta da eclosão da Primeira Guerra Sino-Japonesa, e foi finalmente extinta sem que Almeida tivesse deixado o Rio de Janeiro, embora tenha recebido vencimentos relativos ao seu trabalho como auxiliar.
Atuou também na Guarda Nacional como tenente-coronel comandante do 1º Batalhão de Artilharia de Posição de 1890 a 1892 e capitão em 1904. Foi citado ainda como coronel honorário do Exército em 1894.

### Vida pessoal
No seu casamento com Mathilde Martins, teve dois filhos: Abel de Almeida (1883–1958), jornalista e alto funcionário público no Ministério da Agricultura, e Francisco Antônio de Almeida Júnior (1880–1958), cego e professor do Instituto Benjamin Constant.
Almeida Júnior faleceu em 12 de setembro de 1928, aos 78 anos de idade.

## Legado
Em seu tempo, Almeida foi satirizado publicamente no periódico antimonarquista Revista Illustrada, que viu a observação de Vênus como 'coisa antiga' no campo da astronomia e a expedição de 1874 como desperdício de dinheiro público por parte do governo imperial, estimado pelo periódico ter custado 100:000$000 (cem contos-de-réis, ou cem milhões de réis), do quais 66% foram pagos pelo governo, e o restante pelo povo por meio de subscrições. O deputado Ferreira Viana ironizou as atribuições de Almeida como sendo as de um mero "[condutor] de instrumentos para os sábios de França".
Apesar das críticas, Francisco Antônio de Almeida adquiriu certo prestígio com a publicação de Da França ao Japão, obra de fácil leitura e repleta de exotismos de países totalmente desconhecidos por muitos leitores brasileiros. Por suas contribuições, Almeida foi condecorado em 1875 com o título de cavaleiro da Imperial Ordem da Rosa e com uma medalha comemorativa do governo francês. A viagem de Almeida teria, segundo o pesquisador Argeu Guimarães, despertado a curiosidade das autoridades brasileiras e contribuído para o envio de uma missão diplomática ao Japão e à China em 1879-1880.
De acordo com Emmanuel de Macedo Soares, Almeida auxiliou o governador do Rio de Janeiro Francisco Portela na fundação de duas associações beneficentes, a Isabel Portela, dissolvida com a deposição do governador, e a Charitas.
Almeida teve um importante papel no desenvolvimento da produção fílmica, através da operacionalização do revólver fotográfico de Janssen, este tido como um dos precursores do cinema. Credita-se a Almeida ainda ter sido o primeiro brasileiro a visitar o Japão e a publicar uma obra sobre tanto o Japão quanto a China. Da França ao Japão foi a primeira obra ocidental sobre o Japão desde o fim do período isolacionista do país, embora Madame Chrysanthème (1887), do francês Pierre Loti, seja reconhecida mais amplamente como pioneira e mais influente devido à então dominante língua francesa. Em 2020, a Embaixada do Brasil em Tóquio celebrou as contribuições de Almeida à ciência e ressaltou o ineditismo de sua visita ao Japão.

## Obras
- Commons
- Wikisource

Segue a lista de obras produzidas por Francisco Antônio de Almeida:
- Passage de Vénus (1874)
- De motibus aeris. (1876)[20]
- Notícia sobre as minas de ferro de Jacupiranguinha e bases de um projeto de exploração (1878)
- A Paralaxe do Sol e as Passagens de Vênus (1878)
- Da França ao Japão: narração de viagem e descrição histórica, usos e costumes dos habitantes da China, do Japão e de outros países da Ásia. (1879)
  - Carta do Império do Japão (contida na obra supracitada)
- A Federação e a Monarquia (1889)[nota 5][59]